# Landesregierung Keßler I
Die Landesregierung Keßler I war die von 1964 bis 1969 tätige Vorarlberger Landesregierung. Sie wurde im Anschluss an die Landtagswahl in Vorarlberg 1964 gebildet und war die fünfte frei gewählte Landesregierung Vorarlbergs nach dem Zweiten Weltkrieg. Nach 19 Jahren als Landeshauptmann übergab Ulrich Ilg die Führung der Regierungsgeschäfte an seinen Parteikollegen Herbert Keßler.

## Hintergrund
Wie schon in der vorangegangenen Landesregierung Ilg IV setzte sich auch dieses Regierungskabinett zusammen aus fünf Vertretern der ÖVP und jeweils einem Vertreter der SPÖ und der FPÖ. Die Landesregierung wurde in der ersten Sitzung des 30. Vorarlberger Landtags am 29. Oktober 1964 gewählt. Bei der zuvor stattgefundenen Landtagswahl am 18. Oktober 1964 konnte die ÖVP zwar die absolute Stimmen- und Mandatsmehrheit halten und in absoluten Stimmen sogar zulegen, verlor aber erstmals seit 1945 sowohl Stimmenanteile (- 1,2 %) als auch ein Mandat. Dieses kam der FPÖ zu, welche in den neu gewählten Landtag damit 6 Abgeordnete entsenden konnte. Bereits vor der Wahl hatte der bisherige Landeshauptmann Ulrich Ilg angekündigt, den Platz an der Spitze von Regierung und Partei seinem Nachfolger Keßler zu überlassen. Er übernahm einen Posten als Landesrat in der neuen Regierung. Die Amtszeit der Landesregierung Keßler I endete 1969 mit der Übernahme der Regierungsgeschäfte durch die neu gewählte Landesregierung Keßler II.

## Regierungsmitglieder
| Amt               | Name           | Partei | Ressorts                                                        |
| ----------------- | -------------- | ------ | --------------------------------------------------------------- |
| Landeshauptmann   | Herbert Keßler | ÖVP    | Präsidium, Schule, Kultur                                       |
| Landesstatthalter | Gerold Ratz    | ÖVP    | Gesetzgebung, Polizei, Innere Angelegenheiten, Wohnbauförderung |
| Landesrat         | Konrad Blank   | ÖVP    | Land- und Forstwirtschaft                                       |
| Landesrat         | Elwin Blum     | FPÖ    | Wasserbau                                                       |
| Landesrat         | Ulrich Ilg     | ÖVP    | Finanzen, Hochbau                                               |
| Landesrat         | Martin Müller  | ÖVP    | Wirtschaft und Straßenbau                                       |
| Landesrat         | Josef Schoder  | SPÖ    | Fürsorge und Gesundheitswesen, Landesanstalten                  |